# Ferrovia Vevey-Chexbres
La ferrovia Vevey-Chexbres è una breve linea a scartamento normale della Svizzera che collega la stazione ferroviaria di Vevey sulla linea del Sempione alla stazione di Chexbres sulla linea delle FFS Losanna-Berna via Friburgo.

## Storia
Ottenuta la concessione federale per la costruzione il 1º luglio 1898, la linea fu aperta al traffico il 2 maggio 1904 con trazione a vapore; venne elettrificata il 16 maggio 1940. La linea venne costruita dalla Compagnie du Chemin de fer Vevey–Chexbres, costituitasi a Vevey nel 1899. Nel gennaio 2012 l'88,8% delle azioni della Vevey-Chexbres fu rilevato dalle FFS (che già eserciva, in virtù di un contratto stipulato il 2 luglio 1903, e manuteneva la linea) in vista della acquisizione completa della stessa, avvenuta a fine giugno 2013.

## Percorso

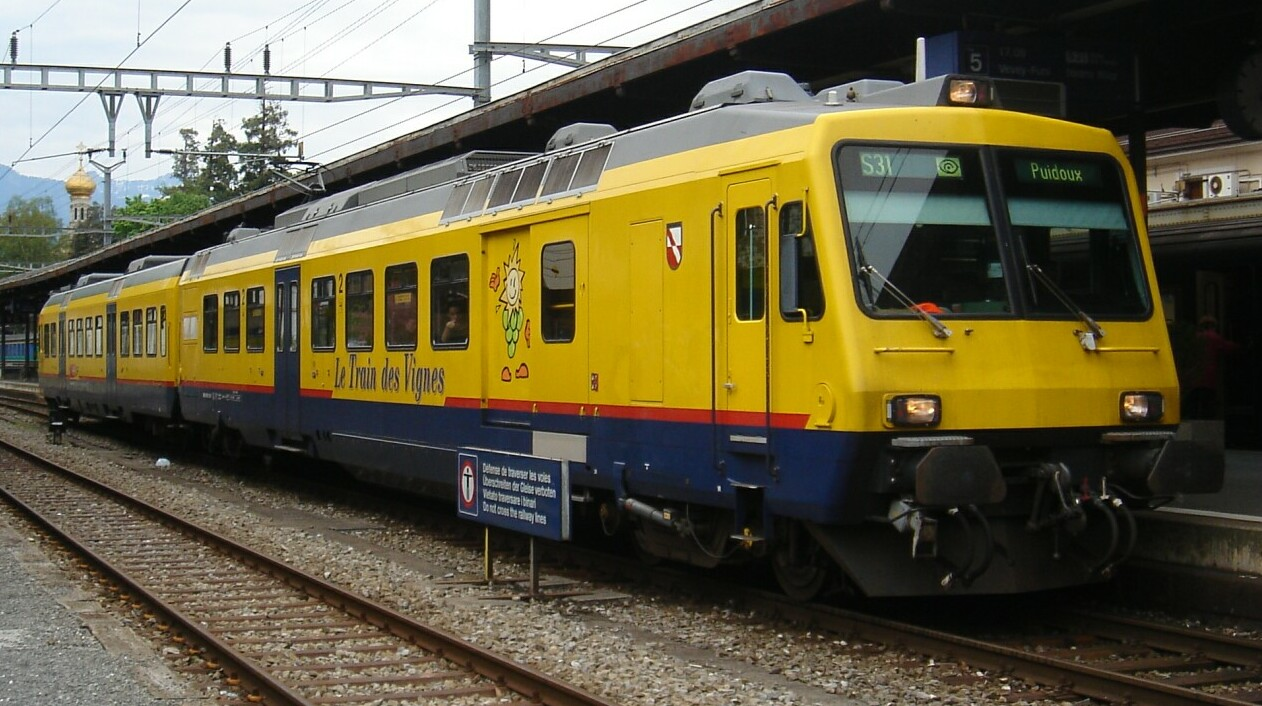
Il train des vignes sulla breve linea Vevey-Chexbres

La breve ferrovia, di 7,8 km, è un collegamento diretto tra le due linee principali Losanna-Berna e Losanna-Briga. Vi si svolgono servizi a carattere regionale e suburbano. Dal 1996 vi circola il treno locale denominato Le Train des Vignes che evoca la coltivazione tipica della regione: la vite da vino. Vengono utilizzate elettromotrici FFS RBDe 560 nella livrea di colore giallo con il logo FFS.
| Continuation backward |

| Station on track |

| Unknown route-map component "ABZgl" | Unknown route-map component "CONTfq" |

| Unknown route-map component "hKRZWae" |

| Unknown route-map component "eHST" | Funicular |

| Stop on track |

| Enter and exit short tunnel |

| Stop on track |

| Enter and exit short tunnel |

| Unknown route-map component "ABZg+l" | Unknown route-map component "CONTfq" |

| Station on track |

| Continuation forward |